# Abolfazl Ebrahimi
Abolfazl Ebrahimi (tiếng Ba Tư: ابوالفضل ابراهیمی); là một tiền vệ bóng đá người Iran hiện tại thi đấu cho câu lạc bộ Iran Paykan ở Iran Pro League.

## Sự nghiệp câu lạc bộ

### Saba Qom
Ebrahimi gia nhập Saba Qom vào mùa hè năm 2012 với bản hợp đồng 2 năm. Vào mùa hè năm 2014 anh gia hạn thêm 1 mùa giải ở Saba Qom đến mùa hè năm 2015.

## Thống kê sự nghiệp câu lạc bộ
Tính đến 15 tháng 5 năm 2015.
| Câu lạc bộ          | Hạng đấu            | Mùa giải            | Giải vô địch | Giải vô địch | Cúp Hazfi | Cúp Hazfi | Châu Á  | Châu Á    | Tổng    | Tổng      |
| Câu lạc bộ          | Hạng đấu            | Mùa giải            | Số trận      | Bàn thắng    | Số trận   | Bàn thắng | Số trận | Bàn thắng | Số trận | Bàn thắng |
| ------------------- | ------------------- | ------------------- | ------------ | ------------ | --------- | --------- | ------- | --------- | ------- | --------- |
| Saba Qom            | Pro League          | 2012–13             | 28           | 0            | 1         | 0         | –       | –         | 29      | 0         |
| Saba Qom            | Pro League          | 2013–14             | 26           | 2            | 2         | 0         | –       | –         | 28      | 2         |
| Saba Qom            | Pro League          | 2014–15             | 27           | 0            | 2         | 0         | –       | –         | 29      | 0         |
| Tổng cộng sự nghiệp | Tổng cộng sự nghiệp | Tổng cộng sự nghiệp | 81           | 2            | 5         | 0         | 0       | 0         | 86      | 2         |